# 皮埃尔·拉博
皮埃尔·拉博（法語：Pierre Rabot，1865年—？），法国男子帆船运动员。他曾代表法国参加1908年夏季奥林匹克运动会帆船比赛，获得一枚铜牌。